# Mesorregión del Centro-sur Paranaense
La mesorregión del Centro-Sur Paranaense es una de las diez mesorregiones del estado brasileño del Paraná. Es formada por la unión de 29 municipios agrupados en tres microrregiones.

## Microrregiones
- Guarapuava
- Palmas
- Pitanga

- Datos: Q2369641